# SMH (Suiza)
La Société de Microélectronique et d'Horlogerie o SMH (nombre original en francés; que en español significa Compañía de Microelectrónica y Relojería), es un antiguo holding creado por los bancos de Suiza en 1983, mediante la fusión de las dos principales agrupaciones relojeras del país en aquel momento: la SSIH (Société Suisse pour l'Industrie Horlogère), fundada en 1930 por las firmas Omega y Tissot, y la ASUAG (Allgemeine Gesellschaft der Schweizerischen Uhrenindustrie), fundada en 1931 por los bancos y el Consejo Federal de Suiza. Estas dos últimas sociedades quedaron disueltas tras su fusión en la SMH. En 1985, el creador de Swatch, Nicholas Hayek, tomó el control de la compañía y la fusionó con Swatch, siendo renombrada en 1998 como Grupo Swatch.
La oficina central del holding SMH estaba ubicada en Neuchâtel, mientras que su sede administrativa se encontraba en la localidad de Biena.

## Creación del holding
Entre 1981 y 1983, los bancos suizos inyectaron más de 900 millones de francos suizos en los grupos SSIH y ASUAG con el fin de hacer frente a la crisis del cuarzo provocada por la competencia de los fabricantes de relojes japoneses. Paralelalente, en 1982, bajo la dirección de Ernst Thomke, la empresa ETA de Grenchen había ideado el Swatch, un  reloj de cuarzo económico con caja de plástico diseñado con el propósito de relanzar la industria relojera suiza, pero los bancos solicitaron una auditoría de solvencia del sector a la consultora de Nicolas Hayek en Zúrich. El informe resultante recomendaba la fusión de los dos grandes grupos relojeros suizos para hacer frente a sus dificultades económicas. El ex director ejecutivo de las compañías Ébauches SA y ETA SA, E. Thomke, pasó a encabezar el recién creado conglomerado industrial como su primer director ejecutivo. Además, el informe también proponía lanzar al mercado un reloj de plástico barato utilizando la técnica del cuarzo, de manera que la empresa ETA de Grenchen pudo desarrollar el producto necesario en 1983.
Poco después, en 1985, Nicolas Hayek y un grupo de inversores compraron el 51 % del capital social del grupo SSIH-ASUAG por la relativamente modesta suma de 153 millones de francos suizos. En 1991, gracias al apoyo de los bancos, Nicolas Hayek sustituyó a Ernst Thomke al frente del grupo, que pasó a denominarse "Société suisse de microelectronique et d'horlogerie SA" (SMH), marcando el final de la independencia de varias marcas de relojes históricas. Sin embargo, esta agrupación forzada de marcas en SMH también supuso en la práctica una operación de rescate, propiciando que algunas de ellas prosperasen posteriormente como parte del Grupo Swatch.

## Lista de marcas afiliadas (con su fecha de fundación)
- Marcas procedentes de la SSIH:
  - Tissot (1853)
  - Omega (1848)
  - Lémania (1884)
  - Hamilton (1892)

- Marcas procedentes de la ASUAG:
  - Certina (1888)
  - Edox (1884)
  - Eterna SA (1856)
  - Longines (1932)
  - Mido (1918)
  - Oris (1904)
  - Rado (1917)

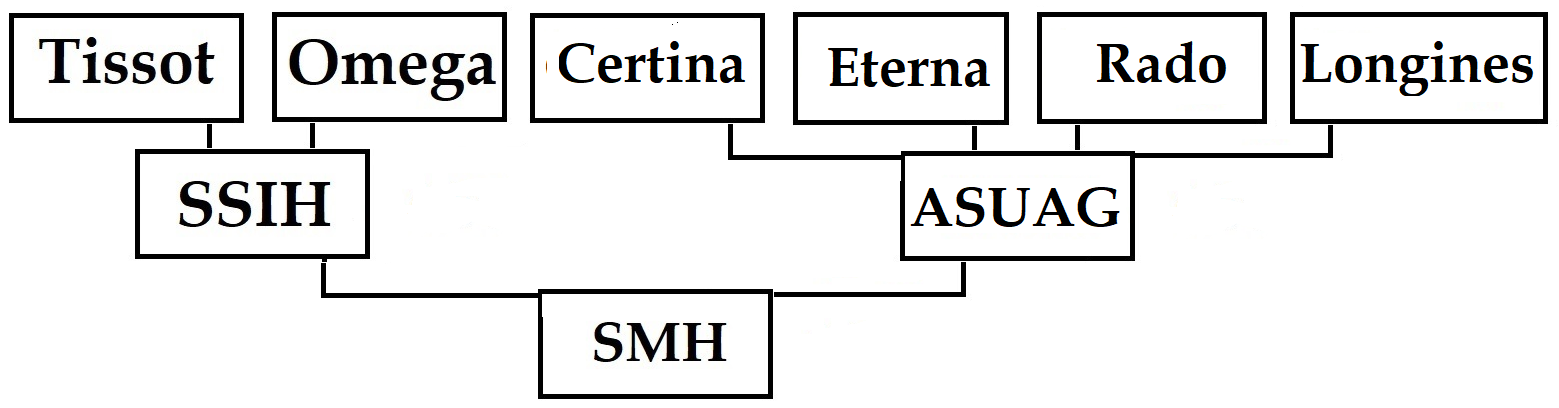
Concentración de la industria relojera suiza

- Empresas participadaspor la ASUAG:
  - Ébauches SA (1925)
  - Fabriques d'assortiments réunies (Fábricas de piezas surtidas reunidas) (1932)
  - Fabriques de balanciers réunies (Fábricas de volantes reunidas) (1932)
  - Fabriques de spiraux réunies (Fábricas de espirales reunidas) (1895)

En un momento dado, SMH tuvo que acometer la difícil tarea de disolver SSIH y ASUAG, con todas sus filiales, para reorganizar las distintas marcas de forma diferente. ASUAG, en particular, tenía grupos heterogéneos y había agrupado todas sus marcas de relojes en el grupo General Watch Company (GWC).
En Biena, la Sociedad Suiza de Microelectrónica y Relojería SA (SMH) se hizo cargo, en 1983, de la marca Omega, fundada en La Chaux-de-Fonds en 1888, y que a su vez había fundado la SSIH en 1931. En la misma localidad también se hizo cargo en 1983 de la marca estadounidense Hamilton, fundada en 1892 en los EE. UU., transferida a Suiza en 1959 y que se había adherido a la SSIH en 1979. También en Biena, se hizo cargo en 1983 de la marca Certina, fundada en Grenchen en 1888, que daba trabajo a 800 personas en los años 1970 y que se unió a la GWC de la ASUAG en 1971. La marca Edox, fundada en Grenchen en 1888 y afiliada a la GWC de ASUAG desde 1971, pasó a manos de la SMH en Biena. Y  nuevamente en Biena, la Sociedad Suiza de Microelectrónica y Relojería SA (SMH) tomó el relevo en 1983 de la marca Mido G. Schaeren & Co., fundada en 1918 en Solothurn y trasladada a Biena en 1946, que se incorporó a la GWC del holding ASUAG en 1971 y que se fabricaría en Le Locle a partir de 1997.
En Grenchen, la SMH integró al grupo Ébauches y a la marca Eterna (que producía el reloj de pulsera analógico de cuarzo más delgado del mundo). Aunque Eterna estaba estrechamente vinculada a la ETA de Grenchen, SMH vendió esta marca en 1984 al grupo Portland-Cement-Werke (PWC), que a su vez la vendió al grupo Porsche en 1995, antes de ser vendida a los chinos en 2011. En Grenchen, la SMH desarrollará el fabricante de piezas y componentes ETA, fundada en 1856 y escindida en 1932 en Eterna SA y Eta SA. ETA se unió a Ebauches ese mismo año. En 1979, Eta Micro Crystal fue la primera fábrica europea en producir calibres de cuarzo, seguida por la marca Swatch en 1982. En Grenchen, la Sociedad Suiza de Microelectrónica y Relojería SA (SMH) nombró a ETA responsable de los ébauches de todo el grupo, y fundó la compañía Ébauches electronics Marin.
En Hölstein, la SMH tomó a su cargo en 1983 la marca Oris SA fundada en 1904 como Oris Watch & Co. en el cantón de Basilea.
En Le Locle adquirió en 1983 la marca Tissot, fundada en 1853, y que había creado la SSIH junto con Omega en 1931. En esta misma ciudad, absorbió las Fabriques d'Assortements Reunites (FAR), que se habían unido al grupo Ébauches, y que habían tomado el control de la empresa alemana Nivarox tras una enconada lucha por los derechos de la invención de la aleación Invar. También en Locle, SMH absorbió en 1984 las empresas Seitz & Co, Méroz Pierres SA, Sadem SA y Watch Stones & Co SA, resultantes de varias fusiones sucesivas.
En Neuchâtel, se hizo cargo en 1983 del holding Ébauches, que agrupaba a un gran número de fabricantes de piezas y componentes del noroeste de Suiza. Este holding había financiado en Neuchâtel la formación del Centre électronique horloger, donde se desarrolló el calibre Beta 21, que permitió a la relojería suiza entrar de lleno en el mundo de la electrónica.
En Saint-Imier pasó a dirigir a partir de 1983 la marca Longines, fundada en la localidad en 1832 y que se había adherido a la GWC de la ASUAG en 1972.
En Soleura asumió la marca Mido fundada en 1918 en la localidad, y que se había unido a la GWC de la ASUAG en 1971.
La Empresa de Microelectrónica y Relojería (SMH), rebautizada como Grupo Swatch en 1998, pasó a ser la  propietaria de varias marcas de relojes, incluidas las más importantes como Longines, Omega y Tissot, aunque también se fue expandiendo hacia la gama alta, y compró Breguet en 1999, Jaquet Droz en 2000 y Glashütte-Original también en el año 2000.

## Desaparición del nombre SMH
A principios de los años 1980, el informe encargado a la empresa de Nicolas Hayek recomendó la comercialización de otro tipo de reloj, de cuarzo y económico. Este reloj de plástico pudo salir al mercado en el momento adecuado gracias a los resultados de la investigación del CEH en Neuchâtel.
Junto a todas las marcas convencionales adquiridas por SMH, el éxito del Second Watch, un reloj de cuarzo con caja de plástico denominado Swatch, fue tan importante que este holding, resultado de la fusión en 1983 de ASUAG y SSIH, pasó a llamarse Grupo Swatch en 1998. La SMH permitió salvaguardar durante unos quince años las marcas y los conocimientos relojeros acumulados en Suiza. El fundador de SMH, Nicolas Hayek, murió el  28 de junio de 2010 de un infarto, a la edad de 82 años, y su hijo Nick Hayek, Jr. pretendió sucederle, pero finalmente su hija Nayla Hayek fue elegida por unanimidad presidenta del consejo de administración del Grupo Swatch el 30 de junio de 2010.